# Boris Stomachin
Boris Stomachin (ur. 1974) – rosyjski dziennikarz, opozycjonista. W 2006 roku został skazany na 5 lat więzienia za artykuły przedstawiające w negatywnym świetle wojnę w Czeczenii (oficjalnie za "podżeganie do nienawiści religijnej i wzywanie do ekstremistycznych działań").